# Gebäude der Sankt Petersburger Konto und Kreditbank
Das Gebäude der Sankt Petersburger Konto und Kreditbank (ukrainisch відділення Петербурзького дисконтного та позикового банку) ist ein denkmalgeschütztes Gebäude im Stadtrajon Schewtschenko der ukrainischen Hauptstadt Kiew.
Das zwischen 1914 und 1916 auf dem Chreschtschatyk Nr. 8, dem Hauptstadtboulevard Kiews errichtete sechsstöckige Gebäude im Neo-Empirestil beherbergte die Kiewer Filiale der Sankt Petersburger Konto und Kreditbank.
Das Haus ist eines der wenigen dem Großbrand im Jahre 1941 entgangenen Gebäude auf dem Chreschtschatyk. Es wurde vom bekannten russischer Architekten Leonti Benois mit Renaissanceformen, guten Proportionen und perfekt ausgeführten architektonischen Details errichtet.
Seit 1982 ist das Haus ein Architekturdenkmal und beherbergt heute die Bank Chreschtschatyk.

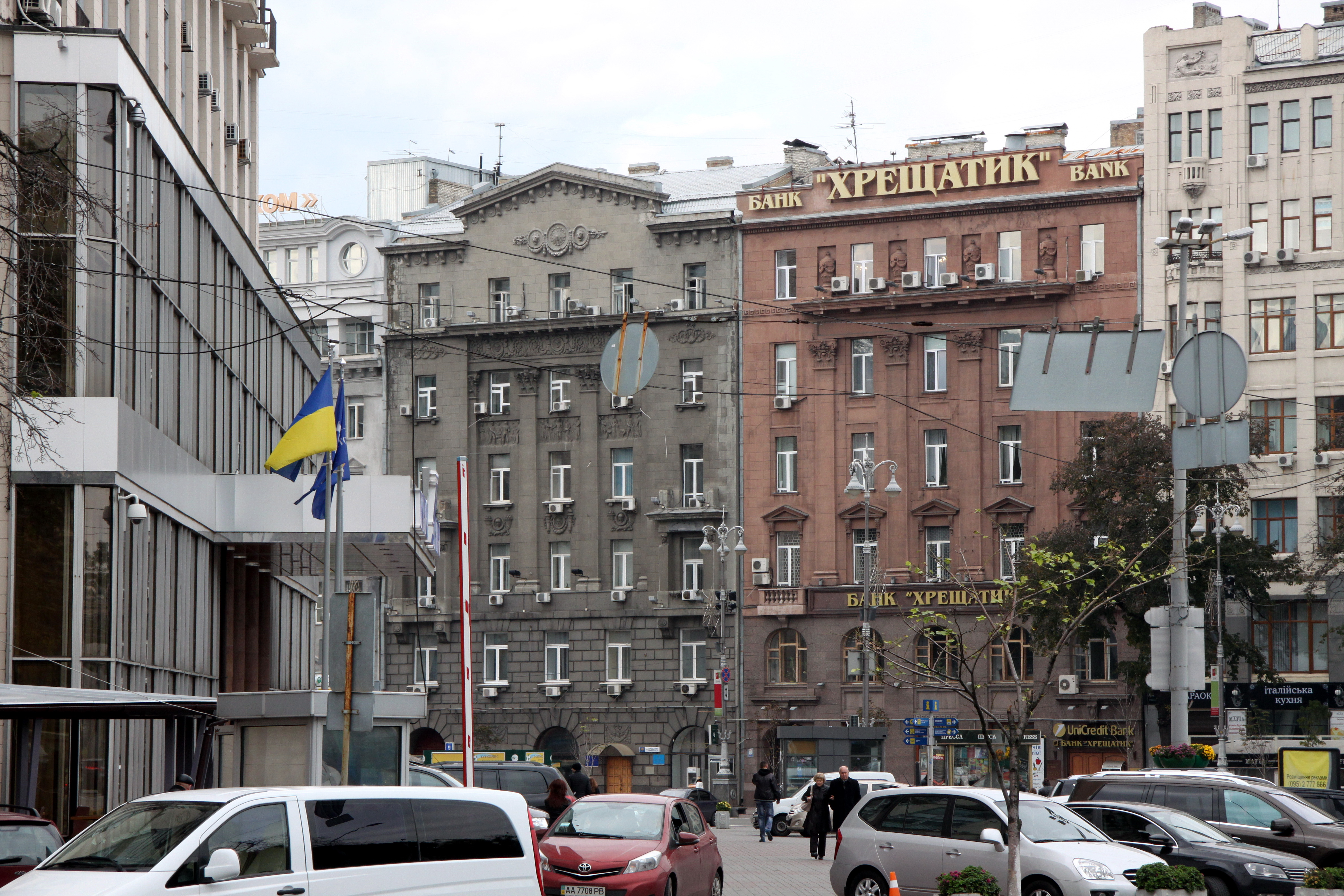
Gebäude vom Europäischen Platz aus gesehen, links daneben das Gebäude der Wolga-Kama-Bank